# Beukenhof Vichte

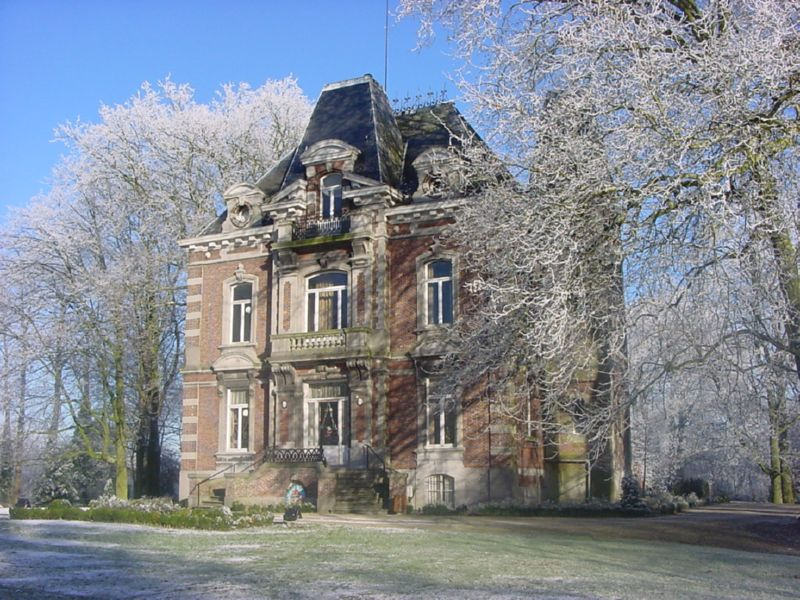
Beukenhof te Vichte

Het Beukenhof van Vichte is een park met kasteel. 
Midden in het park prijkt een neorenaissancistisch kasteel uit 1876, dat burgemeester Karel Vlieghe in opdracht liet bouwen. Naast de kasteelwoning staat een portiers- en een hovenierswoning. Op het domein bevinden zich verder ook ruime magazijnen en paardenstallen die nu worden gebruikt door jeugdbewegingen uit Vichte : KSA ter Vichten (jongens) en KSA Vichte meisjes. Na de dood van Karel Vlieghe kocht Gustaaf Moreels, de toenmalige echtgenoot van Vlieghe's nicht, het kasteel uit de nalatenschap. Moreels’ dochter liet de eigendom na aan haar dochter, die het op haar beurt dan weer aan het gemeentebestuur van Vichte verkocht. In 1973 valt dit 2,5 ha grote domein – op voorstel van de cultuurraad – onder de bevoegdheid van de Vichtse gemeenteraad. Sindsdien is het domein publiek gemeenschapsgoed. Eind 2005 zorgde een samenwerking tussen het gemeentebestuur en private partners voor een grondige restauratie van het kasteel en werd er een restaurant/feestlocatie in ondergebracht https://beukenhofvichte.be/.  Ook het Hoveniershuis (door het gemeentebestuur verkocht) werd in 2023 en 2024 door de eigenaars grondig gerenoveerd en is nu een B&B. Het bijhorende zaaltje (capaciteit +-70 personen) kan worden gehuurd. https://hoveniershuis.be/